# جيم كوكس (محامي)
جيم كوكس (بالإنجليزية: Jim Cox)‏ هو محامي أمريكي، ولد في 6 سبتمبر 1920 في سانت لويس في الولايات المتحدة، وتوفي في 29 يوليو 2014 في لافاييتي في الولايات المتحدة.